# 조엘 무어
조엘 데이비드 무어(Joel David Moore, 1977년 10월 25일 ~ )는 미국의 배우, 감독이다.

## 출연 작품

### 영화
- 폭스파이어 (1996)
- 피구의 제왕 (2004)
- 그랜드마 보이 (2006)
- 쉐기 독 (2006)
- 아트 스쿨 컨피덴셜 (2006)
- 패밀리가 간다 (2006)
- 손도끼 (2006)
  - 손도끼 3 (2013)
- 섹시한 미녀는 괴로워 (2008)
- 이유없는 의심 (2009)
- 아바타 (2009) - 놈 스펠먼 역
  - 아바타: 물의 길 (2022)
  - 아바타 3 (2025 예정)
- 샤크 나이트 3D (2011)
- 로스트 (2012)
- 파괴자들 (2012)
- 더 게스트 (2014)
- 컷 스로트 시티 (2020)

### 텔레비전
- 보스턴 퍼블릭 (2001-02)
- 미녀마법사 사브리나 (2003)
- 엔젤 (2003)
- 식스 핏 언더 (2003)
- 가디언 (2004)
- CSI: 과학수사대 (2005)
- 하우스 (2007)
- 마이 네임 이즈 얼 (2008)
- 본즈 (2008-17)
- 고스트 & 크라임 (2009-10)
- 척 (2010)
- 하와이 파이브-0 (2011)
- 라스트 맨 스탠딩 (2011)
- 포에버 (2014-15)
- 아메리칸 하우스와이프 (2017)
- 에이전트 오브 쉴드 (2018)